# Limnocharis żółty
Limnocharis żółty (Limnocharis flava) – gatunek wodnych roślin z rodziny żabieńcowatych. Pochodzi z tropikalnej Ameryki, z obszaru od Meksyku do Argentyny i Paragwaju. Naturalizowany w Chinach, na subkontynencie indyjskim, w Indochinach oraz na Borneo, Jawie i Sumatrze, introdukowany także do Australii.

## Morfologia i biologia
PokrójSzybko rosnące rośliny słodkowodne z wynurzonymi liśćmi i kwiatostanami. Na niektórych obszarach roślina inwazyjna.
LiścieLiście bladozielone, o tępym wierzchołku, na ogonku o długości do 85 cm. Blaszka liściowa eliptyczna, długości do 28 cm, szerokości do 21 cm. Nasada zaokrąglona lub sercowata. Pędy i ogonki trójkanciaste.
KwiatyDo 12 w zebranych baldachach na końcu pędu, długości do 75 cm. 3 zielone działki kielicha i 3 żółte płatki korony. Liczne słupki i pręciki.
OwoceKilkanaście torebek długości do 1,5 cm, na wygiętych w dół szypułach.

## Zastosowanie
- W krajach Azji Południowo-Wschodniej młode liście i kwiatostany są stosowane w kuchni jako jarzyna[5]. We wschodniej Tajlandii liście spożywa się na surowo, z dodatkiem sosu nam phrik. Lokalne nazwy: taj. ผักพาย phak phaai, wiet. cù nèo, indonez. genjer.
- Gatunek uprawiany jest jako ozdobny w płytkich zbiornikach wodnych, a także jako roślina doniczkowa w błotnistym podłożu[6].
- Roślina uprawiana jest w Azji na nawóz zielony, a także jako karma dla trzody chlewnej i ryb hodowlanych[5].